# 혹개미속의 종 목록
이 문서는 두배자루마디개미아과에 속한 혹개미속의 종의 목록이며 현존 여부는 따지지 않는다. 이 속에는 1,000 개가 넘는 종이 속해 있다.